# Gilles Marguet
Gilles Marguet (Pontarlier, 3 de diciembre de 1967) es un deportista francés que compitió en biatlón.
Participó en los Juegos Olímpicos de Salt Lake City 2002, obteniendo una medalla de bronce en la prueba por relevos. Ganó dos medallas en el Campeonato Mundial de Biatlón, oro en 2001 y bronce en 1993, y una medalla de plata en el Campeonato Europeo de Biatlón de 1995.

## Palmarés internacional
| Juegos Olímpicos   | Juegos Olímpicos                | Juegos Olímpicos  | Juegos Olímpicos |
| Año                | Lugar                           | Medalla           | Prueba           |
| ------------------ | ------------------------------- | ----------------- | ---------------- |
| 2002               | Salt Lake City (Estados Unidos) | Medalla de bronce | Relevos          |
| Campeonato Mundial |                                 |                   |                  |
| Año                | Lugar                           | Medalla           | Prueba           |
| 1993               | Borovets (Bulgaria)             | Medalla de bronce | Equipo           |
| 2001               | Pokljuka (Eslovenia)            | Medalla de oro    | Relevos          |
| Campeonato Europeo |                                 |                   |                  |
| Año                | Lugar                           | Medalla           | Prueba           |
| 1995               | Grand-Bornand (Francia)         | Medalla de plata  | Velocidad        |